# Centro di documentazione ambientale
Il Centro di documentazione ambientale (CDA),  fino al dicembre 2017 della Provincia di Cremona, dall'inizio del 2018 è una biblioteca del Comune di Cremona finalizzata a documentare gli ambiti disciplinari attinenti all'ecologia, all'ambiente, alla botanica, alla zoologia.
Nato dalla volontà dell'Ufficio Ecologia della Provincia di Cremona di mettere a disposizione del pubblico la grande massa di stampati e materiali multimediali sull'ambiente cremonese raccolta negli anni dall'Amministrazione Provinciale, alla fine degli anni '80 del secolo scorso, il CDA venne istituito ed aperto al pubblico. Inizialmente collocato in centro città, alla fine del 2007 ne fu deciso lo spostamento all'interno della biblioteca didattica di ingegneria nel campus cremonese del Politecnico di Milano. 
La nuova sede ha consentito alla biblioteca di crescere sia come centro specializzato che come punto prestito della Rete Bibliotecaria Cremonese.
A seguito di una serie di interventi legislativi che hanno via via ridimensionato le funzioni e le competenze delle Province, la biblioteca è stata trasferita nelle competenze del Comune di Cremona, che è subentrato alla Provincia anche in qualità di capofila della Rete Bibliotecaria Cremonese.

## Le raccolte
Il materiale raccolto dalla biblioteca è suddiviso in più sezioni:
- la sezione C: narrativa e saggistica per un pubblico adulto
- la sezione SR: Sezione Ragazzi per bambini e ragazzi fino ai 16 anni
- la sezione Periodici, dove si conservano ben 265 testate di riviste scientifiche raccolte negli anni grazie allo scambio del periodico Pianura: scienze e storia dell'ambiente padano, che viene inviato a numerose istituzioni scientifiche ed universitarie italiane, europee ed extraeuropee
- la sezione SL: sezione locale, che raccoglie le pubblicazioni di interesse ambientale del territorio della provincia di Cremona
- le sezioni Estratti e Opuscoli comprendono sia letteratura grigia che materiali di difficile reperibilità, molti dei quali non più in commercio
- la sezione Video: un migliaio di audiovisivi (VHS e DVD) principalmente dedicati all'ambiente naturale e alle scienze.